# Sophronica gracillima
Sophronica gracillima là một loài bọ cánh cứng trong họ Cerambycidae.